# 渡邉由穂
渡邉 由穂（わたなべ ゆほ、1979年6月12日 - ）は、日本の元女子バスケットボール選手である。ニックネームは「ユホ」。現役時代のポジションはガードフォワード。

## 来歴
市立船橋高校から富士通に入社。当時WIだった女子バスケットボール部に所属し、2シーズン目には先発出場こそ5試合にとどまるものの、90％を超えるフリースロー成功率でWリーグ昇格に貢献。
2004年、日立ハイテクに移籍。2006-07シーズンにはフリースロー成功率のタイトルを獲得。
2009年引退。
2010年、指導者に転じて国体千葉県成年女子の監督も務めた。
2012年、アイシン・エィ・ダブリュ ウィングスコーチに就任。
2014年退任。

## 経歴
- 市立船橋高 - 富士通（2000年〜2004年） - 日立ハイテク（2004年〜2009年）